# سبع البور
سبع البور  یک منطقهٔ مسکونی در عراق است که در بخش تاجی واقع شده‌است.

## خصوصیات
سبع البور  300.000 نفر جمعیت دارد.